# NGC 3875
NGC 3875 est une galaxie lenticulaire située dans la constellation du Lion. NGC 3875 a été découverte par l'astronome germano-britannique William Herschel en 1785.

## Caractéristiques
Sa vitesse par rapport au fond diffus cosmologique est de 7 285 ± 29 km/s, ce qui correspond à une distance de Hubble de 107,5 ± 7,5 Mpc (∼351 millions d'al).
NGC 3875 est une galaxie a noyau passif (PAS).

## Paire optique de galaxies
Bien que NGC 3873 et NGC 3875 semblent être en contact sur l'image obtenue des données de l'étude SDSS, elles sont à près de 75 mal l'une de l'autre. Il s'agit donc d'une paire purement optique de galaxies.